# Dambadardschaagiin Gantulga
Dambadardschaagiin Gantulga (mongolisch Дамбадаржаагийн Гантулга, * 3. Februar 1989 in Ulaanbaatar) ist ein mongolischer Leichtathlet, der sich auf den Langstreckenlauf spezialisiert hat.

## Sportliche Laufbahn
Erste internationale Erfahrungen sammelte Gantulga im Jahr 2010, als er bei den Asienspielen in Guangzhou in 15:39,71 min den 15. Platz im 5000-Meter-Lauf belegte und über 10.000 Meter mit 32:40,87 min auf Rang zwölf gelangte. 2013 wurde er bei der Sommer-Universiade in Kasan in 1:09:56 h 28. im Halbmarathon und im Jahr darauf erreichte er bei den Asienspielen in Incheon nach 2:20:54 h Rang neun im Marathonlauf. Bei den Crosslauf-Weltmeisterschaften 2015 in Guiyang lief er nach 42:19 min auf dem 103. Platz im Einzelrennen ein und anschließend wurde er bei den Studentenweltspielen in Gwangju nach 1:12:26 h 27. im Halbmarathon. Im Jahr darauf nahm er im Marathon an den Olympischen Sommerspielen in Rio de Janeiro teil und wurde dort nach 2:27:42 h 106. 2017 belegte er bei den Asienmeisterschaften in Bhubaneswar in 15:20,38 min den achten Platz über 5000 Meter und erreichte in 32:11,06 min Platz sieben im 10.000-Meter-Lauf. Anschließend wurde er bei der Sommer-Universiade in Taipeh nach 1:12:15 h 22. im Halbmarathon und kam über 10.000 Meter nicht ins Ziel. 2018 erreichte er bei den Asienspielen in Jakarta nach 33:49,84 min Rang zehn über 10.000 Meter und 2022 startete er im Marathon bei den Weltmeisterschaften in Eugene, musste dort aber vorzeitig aufgeben. Im Jahr darauf belegte er bei den Asienmeisterschaften in Bangkok in 30:31,35 min den sechsten Platz über 10.000 Meter und gelangte mit 14:32,86 min auf Rang zehn über 5000 Meter. Im Oktober wurde er bei den Asienspielen in Hangzhou in 2:18:03 h Zehnter im Marathon. 2025 wurde er bei den Asienmeisterschaften in Gumi in 30:08,69 min Neunter über 10.000 Meter.
In den Jahren 2019 und 2022 wurde Gantulga mongolischer Meister im 10.000-Meter-Lauf.

## Persönliche Bestleistungen
- 5000 Meter: 14:32,86 min, 16. Juli 2023 in Bangkok
- 10.000 Meter: 30:08,69 min, 27. Mai 2025 in Gumi
- Halbmarathon: 1:03:00 h, 23. Februar 2025 in Meishan
- Marathon: 2:11:18 h, 17. April 2022 in Seoul